# Iberis procumbens subsp. procumbens
Iberis procumbens subsp. procumbens é uma subespécie de planta com flor pertencente à família Brassicaceae. 
A autoridade científica da subespécie é Lange, tendo sido publicada em Index Sem. Hort. Haun. 1861: 29 (1862).

## Portugal
Trata-se de uma subespécie presente no território português, nomeadamente em Portugal Continental.
Em termos de naturalidade é endémica da Península Ibérica.

## Protecção
Não se encontra protegida por legislação portuguesa ou da Comunidade Europeia.